# Reži me
Reži me, serija Ryana Murphyja, svojim je načinima života likova i njihovim pogledima na svijet šokirala svoje gledatelje. U seriji se u mnogo slučajeva pojavljuju nasilje, seksualnost i erotika, nemoral, psihičke bolesti i potpuno iskrivljeni pogledi na normalan svijet.

## Sinopsis
Sean McNamara i Christian Troy su dva plastična kirurga iz Miamija u Floridi s vrlo različitim pogledima na život. Sean je obiteljski čovjek koji na poslu bježi od svog života i žene Julije, buntovnog sina - tinejdžera Matta i male kćeri Annie. Christian je arogantni ženskar koji voli vino, žene, novac i seks. Učinit će sve da dobije ono što želi (lagati, varati, krasti...), a zbog toga ne osjeća grižnju savjesti.  

## Nagrade i nominacije
Nominacije:
Nagrada Saturn - najbolja serija sindikalne/kabelske televizije; najbolji televizijski glumac (Julian McMahon) 2004.